# Municipio de Caldwell (Iowa)
El municipio de Caldwell (en inglés: Caldwell Township) es uno de los diecisiete municipios ubicados en el condado de Appanoose en el estado estadounidense de Iowa. En el año 2000 el municipio tenía una población de 439 habitantes y una densidad poblacional de 4,4 personas por km². En su territorio se encuentra una ciudad, Exline.

## Geografía
El municipio de Caldwell se encuentra ubicado en las coordenadas 40°37′56″N 92°48′44″O / 40.63222, -92.81222.